# Turismo no Malawi
Famosamente conhecido por seu povo mais acolhedor, caloroso e amigável, Malawi que é conhecido como o Coração Quente da África e tem um potencial considerável para o turismo, tem vários locais de atração turística, incluindo o mais requintado lago de água doce do Malawi, vários parques nacionais, reservas de caça e a cênica montanha Mulanje. A indústria do turismo no Malawi cresceu significativamente desde meados da década de 1970, e o governo do Malawi está tentando expandi-lo ainda mais. A indústria do turismo, no entanto, foi significativamente afetada na década de 1980 por uma recessão econômica na África do Sul, de onde vem a maioria dos turistas malauianos. O setor também foi bastante afetado pela desestabilização do Zimbábue, mas teve um crescimento de dois dígitos nos últimos anos. O turismo contribuiu com 4,5% para o PIB nacional em 2014 e proporcionou 3,8% de todos os empregos.